# ناکامورا تومیجورو پنجم
ناکامورا تومیجورو پنجم (انگلیسی: Nakamura Tomijūrō V; ۴ ژوئن ۱۹۲۹ – ۳ ژانویهٔ ۲۰۱۱) بازیگر سینما، بازیگر کابوکی، بازیگر تلویزیون، و بازیگر اهل ژاپن بود.
از فیلم‌ها یا برنامه‌های تلویزیونی که وی در آن نقش داشته‌است می‌توان به شاراکو اشاره کرد.
وی همچنین برندهٔ جوایزی همچون شخصیت دارای شایستگی فرهنگی شده‌است.